# والت جودوين
والت جودوين (بالإنجليزية: Walt Godwin)‏ هو لاعب كرة قدم أمريكية أمريكي، ولد في 15 يونيو 1898، وتوفي في 18 مايو 1953.

## وصلات خارجية
- والت جودوين على موقع مرجع كرة القدم المحترفة.كوم (الإنجليزية)